# Arnau Guillem de Bellera
Arnau Guillem de Bellera (Pallars - Morvedre, 1412) fou un noble i militar català
El 1396 defensà la Vall d'Aran contra les tropes invasores de Mateu I de Foix. Fou veguer de Barcelona i del Vallès del 1399 al 1405, i lloctinent reial a Cervera el 1406. El 1409 fou nomenat governador de València amb la missió de pacificar les bandositats del regne.
A la mort de Martí l'Humà, durant l'interregne prengué partit per la causa de Jaume II d'Urgell, sostingut per la ciutat de València i el bàndol dels Vilaragut contra el bàndol dels Centelles. Davant la divisió i la no adhesió del Regne de València, a la Concòrdia d'Alcanyís, va decidir-se a atacar els seus enemics a Morella i abans de l'arribada dels reforços catalans de Ramon de Perellós enviats pel comte d'Urgell fou obligat a presentar batalla a Morvedre (l'actual Sagunt) el 27 de febrer de 1412 contra les castellanes i aragoneses de Ferran d'Antequera dirigides per Diego Gómez de Sandoval. Fou derrotat i mort a la batalla de Morvedre, i els vencedors forçaren el seu fill a passejar el cap del seu pare, clavat en una llança, entre llurs files.
La derrota de Morvedre i la mort de Bellera foren decisives per a la resolució de la successió contra la candidatura de Jaume d'Urgell.